# Franz Redies
Franz Redies (* 20. Juli 1899; † 2. Mai 1985 in Düsseldorf) war Direktor bei den IG-Farben in Leverkusen und Landrat des Rhein-Wupper-Kreises.

## Leben
Redies wurde auf Veranlassung der britischen Militärregierung für den Zeitraum vom 3. Mai bis zum 28. Dezember 1945 als erster Landrat nach dem Zweiten Weltkrieg im Rhein-Wupper-Kreis eingesetzt. Von 1946 bis 1964 führte er in Neukirchen sowie Düsseldorf eine Kanzlei als Patentanwalt.